# フランソワ・ヴェロン・デュヴェルジェ・ド・フォルボネ
フランソワ・ヴェロン・デュヴェルジェ・ド・フォルボネ（フランス語: François Véron Duverger de Forbonnais、1722年10月3日 - 1800年9月19日）は、フランスの経済学者・財政学者。「平等主義的自由主義（libéralisme égalitaire）」を信奉し、循環論を通じて重農主義運動に影響を受けたが、ピエール・ル・ピーサン・ド・ボワギルベール（Pierre Le Pesant de Boisguilbert）やジャック＝クロード＝マリー＝ヴァンサン・ド・グルネーの思想に近いものがあった。ブルボン朝のルイ15世の下で国務長官を務め、フランス革命の初期には財務委員会（Comité des finances）のメンバーとして活躍した。晩年にはフランス学士院に参与した。

## 生涯
フランソワ・ヴェロン・デュヴェルジェ・ド・フォルボネは、祖父ギヨームと、領事裁判所長官でありル・マン王立農業協会（Société d'agriculture, sciences et arts de la Sarthe）の常任書記であった父フランソワ・ルイ・ヴェロン・デュ・ヴェルジェ（1695-1780）を介して、エタミン（Étamine (tissu)）製造者の家系に生まれた。1732年には、ル・マンの北に位置するシャンペサン教区（Champaissant）にあったフォルボネの旧領を取得した。20代の頃自分の姓に「ド・フォルボネ（de Forbonnais）」という名前を加えた。またモスリン（糸を平織りにした薄地の織物のこと）の工場を作り、息子も一緒に働いていた。フランソワ・ヴェロンは、同じく貿易商の家系である母アンヌ＝マルグリット・プルマール（Anne-Marguerite Plumard）を介して、経済学者ルイ＝ジョセフ・プルマール・ド・ダンジュール（Louis-Joseph Plumard de Dangeul）の第一従兄弟にあたる。

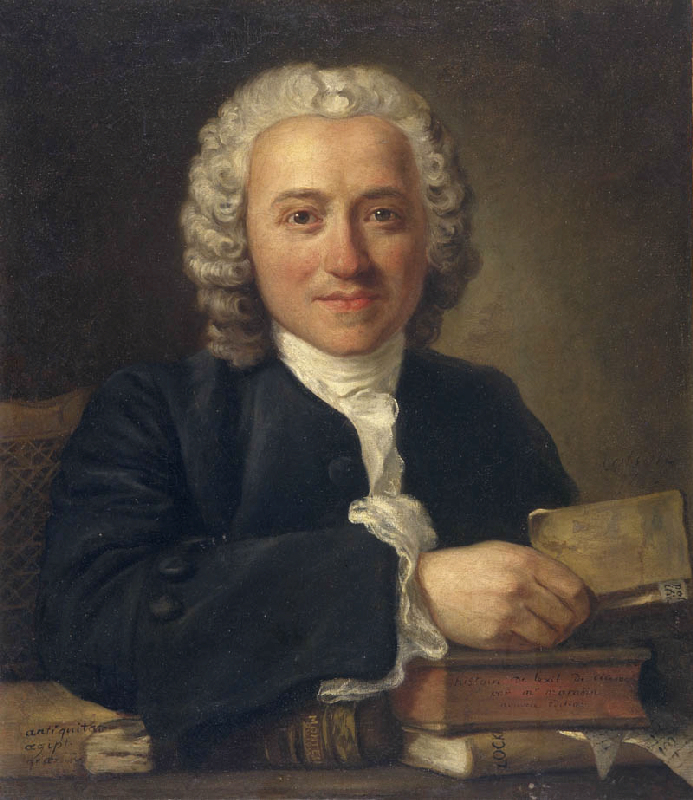
肖像画

父の事業を後にした「息子」フランソワ・ヴェロンは、1750年から執筆活動を開始し、デイヴィッド・ヒュームの『政治論集』（Poilitical discourses）などの翻訳（訳題『Discours politiques』）を行ったり、金融や貿易の管理に関する明快で適切な覚書（または小論文）を作成し、重商主義とは少し距離を置いていた。その普遍的な精神から、ドゥニ・ディドロと接触し、1750年から1755年にかけて書かれた『百科全書』に、主に経済に関する14の記事を依頼した。しかしフォルボネが請け負ったカルロ・ゴルドーニの『Il vero amico（日本語で「真の友人」の意味）』の翻訳（1756年・1757年）をめぐって、2人の間で論争が起こり疎遠になったという。
1756年には貨幣監察官に任命され、1759年には新たに財務総監（財務大臣）となったエティエンヌ・ド・シルエットの監督下に置かれ、この大臣が行った改革に取り組んだ。しかし、話を聞いてもらえたものの、ポンパドゥール夫人の陰謀により、すぐにこの仕事からは追い出されてしまう。1763年には、メス議会の簡易評議員となった。
後に、一部の土地に引きこもり、作品の執筆に専念することを決意する。しかし、1767年に『経済学上の諸原則（Principes économiques）』を発表したフォルボネは、フィジオクラット派への反発をあらわにし、フランソワ・ケネーは『百科全書』に掲載された彼の記事を批判的に解説した。
1771年には大臣職に戻り、貨幣裁判所（Cour des Monnaies）で「名誉顧問」の地位を1791年にフランス革命で廃止されるまで保持したが、これはやや象徴的なものだった。

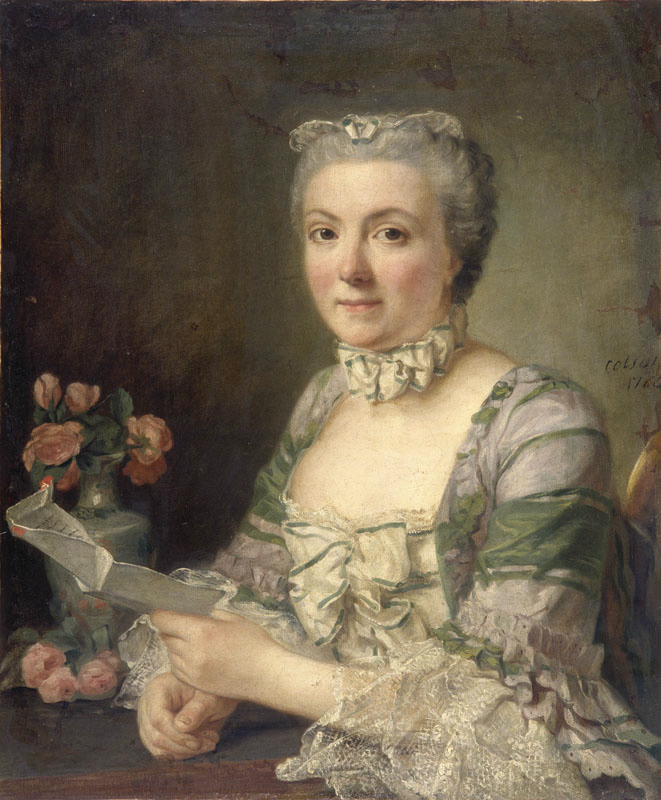
ヴェロン・ド・フォルボネ夫人、つまりフランソワ・ヴェロンの母の肖像

1787年、65歳になった彼は、アンヴァリッドの総督ジャック・ドナティエ・ル・レイ・ド・ショーモン（Jacques-Donatien Le Ray de Chaumont）の娘であり、ルイ15世の名付け娘であるル・レイ・ド・ショーモンと結婚した。後に二人はシャンペサンのフォルボネ城に引退した。
1789年には、シャンペサンの第三身分からの委任を受けて執筆し、マメール小教区の議会に不満の書を提出した（Cahier de doléances、14世紀以降見られる地方の議会に対する自分たちの希望や不満を書面にしたもの）。その後、彼は憲法制定国民議会の財政委員会で数ヶ月間働いた。フランス革命により王立アカデミーが廃止されたが、フランス学士院が設立された（1795年10月25日）直後、同研究所に呼ばれ、そこで晩年の自著を発表した。

## 死後
1865年に設立されたメイン大学の円形劇場には彼の名前が刻まれている。

## 著作
日本語のタイトルはいずれも正式なものではない。

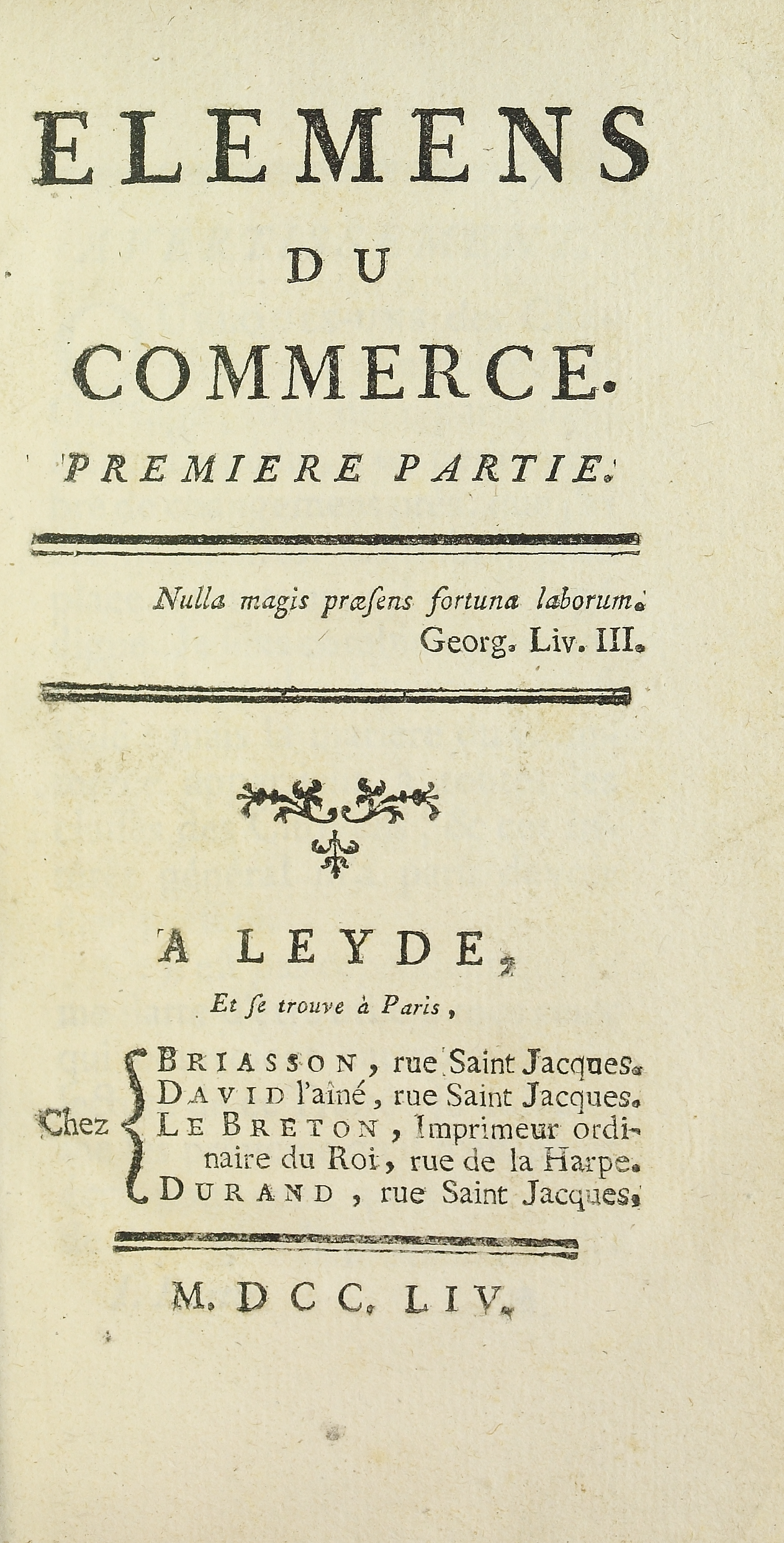
『商取引の基本（Éléments du commerce）』の初版（1754年）

### エッセイ
- 1753年: 『スペインの財政についての考察（Considérations sur les finances d'Espagne）』
- 1754年: 『商取引の基本（Éléments du commerce）』全2巻、1766年に改訂版が出ている[6][7]。
- 1755年: 『フランソワのレヴァント貿易に関する疑問（Questions sur le commerce des François au Levant）』
- 1755年: 『絵付きキャンバス禁止のメリット・デメリットの検討（Examen des avantages et des desavantages de la prohibition des toiles peintes）』
- 1756年: 『パリの貿易商M.Du T...からフランクフルトの貿易商M.Risschへの金銀細工と宝石に関する手紙（Lettre de M. Du T..., négociant à Paris, à M. Rissch, négociant à Francfort, sur les ouvrages & bijoux d'or et d'argent）』
- 1756年: 『中立国の船舶を我が国の植民地に受け入れたことに関するエッセイ（Essai sur l'admission des navires neutres dans nos colonies）』
- 1758年: 『1595年から1721年までのフランスの財政に関する調査と考察（Recherches et considérations sur les finances de France depuis l'année 1595 jusqu’en l'année 1721）』、全2巻
- 1759年: 『銀行員から地方の文通相手への手紙（Lettre d'un banquier à son correspondant de province）』
- 1760年: 『桑の木の植え付けと栽培（Plantation et culture du mûrier）』
- 1767年: 『原則と経済的観察（Principes et observations économiques）』、全2巻
- 1800年: 『商品流通の原理、およびそれに及ぼす現金の影響の分析（Analyse des principes sur la circulation des denrées, et l'influence du numéraire sur cette circulation）』、研究所で発表された論文である

### 翻訳
- 1753年: 『英国商人（Le Négociant anglais）』 - 商人チャールズ・キングの『The British Merchant』の翻訳。
- 1753年: 『商業と海洋の理論と実践（Théorie et pratique du commerce et de la marine）』 - ジェロニモ・デ・ウスタリス（Jerónimo de Uztáriz）の『Teoría y práctica de Comercio y Marina』（1724年）の翻訳
- 1754年 - 1757年: 『政治演説（Discours politiques）』 - デイヴィッド・ヒュームの『Political Discourses』（1752年）の翻訳
- 1758年: Le Véritable Ami, comédie en 3 actes et en prose - 上記のカルロ・ゴルドーニの『Il vero amico』の翻訳

## 兄弟
ル・マンのサン・ニコラ教会で、ル・マンの市会議員ルイ・プラマード（Louis Plumard）とマリー・ル・ヴィラン（Marie Le Villain）の娘であるアンヌ・マルグリット・プラマード（1702-1726）と結婚した。この夫婦から生まれたのがフランソワ・ヴェロンを含む以下のきょうだいたちである。
- フランソワ・ヴェロン

- アンヌ・ルイーズ・フランソワーズ（Anne Louise Françoise、1723年 - ?）
- マリー・アンヌMarie Anne （1724年 - ?）、トゥールの財務局（Bureau des finances）で財務官を務めたシャルル・ミシェル・ゴダール・ダッセ（Charles Michel Godard d'Assé）と結婚している。
- マルグリット（Marguerite、1726年 - 1733年）

父はル・マンの市会議員の娘であるルネ・ゴダール・ド・ラ・グラシニエール（1705-1777）と再婚し下記の子女を設けた。
- マリー・フランソワーズ・ジャンヌ（Marie Françoise Jeanne、1736年 ～？）、ピカルディの橋と道路の技師集団（Corps des ponts et chaussées (France)）のピエール・ファノー・ド・ラ・ホリー（Pierre Fanneau de La Horie）の妻
- フランソワーズ・ヘンリエット（Françoise Henriette、1738年 - ?）
- ミシェル・ルイ（Michel Louis、1740年 - ?）、ラ・ロシェルにある国王の農場の総支配人で、アデライド・シンソン・ド・セヴェスト＝ルイ（Adélaïde Sinson de Sevestreville）と結婚
- マルグリット・ルイス（Marguerite Louise (1744年 - 1750年）
- フランソワ・シャルル（François Charles、1745年 - ?) - イル・ド・フランス（Isle de France）連隊の大尉、マリー・フランソワーズ・パノン（Marie Françoise Panon）と結婚